# John Watkins
John Watkins, mort en 1812, est un médecin, archiviste et maire de La Nouvelle-Orléans.
John Watkins est originaire de Philadelphie. Il est arrivé en Louisiane après la vente de la Louisiane par Napoléon Ier aux États-Unis.
Après la démission du maire de La Nouvelle-Orléans, Jacques-François Pitot, le gouverneur de la Louisiane, William C. C. Claiborne nomma John Watkins, qui était archiviste dans l'équipe municipal de Pitot, maire de la ville le 27 juillet 1805 pour remédier à la vacance du pouvoir municipal.
Durant son mandat, il reçut entre autres, la visite du vice-président des États-Unis, Aaron Burr. Il contribua à la création de la première église protestante de La Nouvelle-Orléans.
John Watkins lança l'extension du quartier historique du Vieux carré devenu nécessaire avec la progression du nombre d'habitants, la ville comptant plus de 15 000 habitants à cette époque.
En 1806, le conseil municipal de John Watkins créa une force nouvelle de « gardes de ville » en remplacement des anciens « gens d'armes » constitués d'anciens soldats ayant servi sous le commandement espagnol.
John Watkins était également un membre de la Chambre des représentants du Territoire d'Orléans, créé l'année précédente lors du découpage de l'ancien territoire de la Louisiane française.
Le 30 août 1812, John Watkins meurt après une courte maladie.